# Horace Andy
 (décembre 2017).
Si vous disposez d'ouvrages ou d'articles de référence ou si vous connaissez des sites web de qualité traitant du thème abordé ici, merci de compléter l'article en donnant les références utiles à sa vérifiabilité et en les liant à la section « Notes et références ».
Horace Andy est un chanteur jamaïcain de reggae né le 19 février 1951 à Kingston en Jamaïque.

## Biographie
Horace Hinds grandit dans une famille mélomane. Il est élevé par sa mère. Celle-ci l'emmène dans les sound systems où il s'imprègne de musique dont il est passionné. Son cousin est le chanteur de ska Justin Hinds.

### Ses débuts
C’est à l’âge de seize ans qu’il enregistre sous son vrai nom, son premier single This is a Black Man’s Country avec le producteur George Phillips au West Indies Recording Studio en 1967. Le single rencontre un très faible succès et Andy reste inconnu jusqu’en janvier 1970, quand lui et un ami, Franck McMelody passent une audition pour Coxsone Dodd au Studio One. Le duo rate l’audition, mais quelques jours plus tard, Andy réessaye tout seul et fait forte impression.
C'est Dodd qui renomme le chanteur, en partie en hommage à l’ancien chanteur des Paragons, Bob Andy, alors au sommet de son succès, mais aussi pour le distinguer de son cousin lui-aussi alors au sommet, Justin Hinds, avec qui il a déjà en commun le youngster’s signing style. Sur un riddim de Leroy Horsemouth Wallace et de Leroy Sibbles, Got to Be Sure, la ballade qu’il a lui-même écrite et présentée en solo lors de son audition, procure sa première production chez Dodd. See a Man’s Face et Night Owl sortent en 1971, Fever et Mr Bassie suivent en 1972, juste avant qu'Andy dévoile le fameux Skylarking.

### Le succès
La chanson est à l’origine distribuée sur la compilation Dodd’s Jamaica Today, puis est rééditée en single après avoir fait sensation au Tippertone Sound System Dance. Le morceau monte rapidement au sommet des charts jamaïcains, et reste l’un des titres les plus appréciés de l’époque.
Dans les années qui suivent, Andy connaît un énorme succès. Something on My Mind, Love of a Woman, Just Say No, Every Tongue Shall Tell, Christmas Time et beaucoup d’autres succès se succèdent au sommet des charts. Andy chanta aussi Oh Lord Why Lord, une chanson associée aux débuts de The Parliaments de George Clinton et qui créa les bases de la chanson de Cat Stevens, Where Do the Children Play.
Au paroxysme de son succès, Andy quitte Coxsone et se retourne vers Phil Pratt, avec lequel il sort les classiques Get Wise, Feel Good et Money is the Root of All Evil, des chansons parmi d’autres sur lesquelles il retravaillera par la suite.
Au début des années 1970, Andy travaille avec beaucoup d’autres producteurs, dont Derrick Harriott avec lequel il sort Lonely Woman, Ernest et Jo Jo Hoo Kim Girl I Love You, Gussie Clarke Love You to Want Me et Delilah, Trio International Reggae Rythm, Count Shelly Jah Jah Children, et Harry J God Is Displeased. Il est aussi à l’origine d’une « version » de la chanson Bless You du chanteur de pop Tony Orlando, mixée pour le label Bar-Bell de Robbie Shakespeare.
Leonard Chin produit le second grand succès d’Andy, Children Of Israel en 1973. Niney supervise Nice and Easy et I’m in Love en 1975, tandis que Jo Jo Hoo Kim produit l’étourdissant Beware of a Smiling Face la même année. Il chante aussi en duo avec Freddie McKay le succès Talking Love.
C'est néanmoins son union avec Bunny Lee au milieu des années 1970 qui rapporte à Andy les plus grosses retombées financières. En sortant des nouvelles versions de Skylarking et notamment Just Say Who, un remix détonnant de King Tubby, la paire continue à sortir des 45 tours devenus de grands classiques depuis dont Don’t Try to use Me, You Are my Angel, Rasta Saw The Coming, Zion Gate, Better Collie, Serious Thing, I’ve Got to Get Away (aka Man Next Door) et Pure Ranking. On voit aussi les sorties de nouvelles versions de Money is the Root of All Evil (renommée Money Money), de Love of a Woman et de Something on My Mind.
La suprématie absolue de la voix d’Andy lui permet d’être constamment sollicité par d’autres artistes reggae. Jah Stitch et Doctor Alimentado rejoignent la liste pour les services d’Andy (Andy a déjà fourni des backing mémorables sur le hit d’Alimentado de 1975 Poison Flour, une chanson écrite et enregistrée à la suite du décès de plusieurs dizaines de personnes ayant mangé du pain fabriqué avec de la farine contaminée). Andy a aussi travaillé avec le DJ Clint Eastwood en 1978 sur le titre Problem Times.
Horace Andy déménage aux États-Unis en 1977. Il s’installe dans le Connecticut avec sa première femme, Claudette et commence à travailler avec Everton DaSilva, lui-même basé à New York et à la tête du label Hungry Town. L’album désormais classique In the Light et l’album dub de Prince Jammy In the Light Dub sortent des presses à la suite de cette collaboration, ainsi que plusieurs singles : Do You Love My Music, Youths of Today, Fever et Government Land.
Durant les deux années qui suivent, Andy et sa femme travaillent énormément ensemble, jusqu’à la création de son propre label, Rhythm. Inauguré par la sortie du single Don’t Let Problems Get You Down (une chanson à l’origine enregistrée avec Leonard Cohen en 1972), le label sort de nombreux 45 tours d’Andy pendant deux ans, dont Control Yourself, Good Vibes et Ital Dub. Les projets du duo sont malheureusement anéantis quand DaSilva est assassiné en 1979. Deux ans plus tard, Andy passe aussi près de la mort quand il se fait tirer dessus, pris entre deux feux. Il est blessé au bras droit en essayant de se mettre à l’abri et restera partiellement handicapé.
En 1979, Andy collabore avec le producteur Morwells pour la sortie du single Black Cinderella et, alors que les années 1980 débutent, Andy se lie profondément à ce qui va devenir le dancehall. Son album Pure Ranking est quasiment précurseur du genre. Dance Hall Style qui sort en 1982, confirme la tendance.
À cette époque aussi, Andy collabore avec Tappa Zukie sur l’album Natty Dread a Weh She Want et sur deux autres singles, Revolution et un remix d’un titre de la période Studio One d’Andy, Earth Must Be Hell. Il rejoint ensuite le producteur Ossie Hibbert pour sortir Sitting on a Hillside en 1980, Have You Ever Been in Love en 1981, Cool and Deadly en 1983, Ain’t No Love, You Are My Angel et Eternal Love en 1984.
Se mettant en relation avec l’équipe du studio Sonny Peddie and Jackal, les sessions suivantes d’Andy amènent tout un tas d’excellents singles en 1983 et 1984 comme Sweet Music, Confusion et Talking on Ice. En 1984 Andy collabore avec Chaka Demus, Don Carlos, Super Liki et d’autres pour l’élaboration de l’album Prince Jammy & The Striker Lee Posse Presents Music Maker Live at the Halfway Tree Jamaica.
En 1985, Andy et sa nouvelle femme, Caroline, déménagent à Londres, dans les environs de Ladbroke Grove. Andy signe un contrat avec le label indépendant Rough Trade et sort le single Elementary et l’album du même nom. L’année suivante, Andy s’essaye à l’auto-production pour la première fois avec le fabuleux morceau User où l’on retrouve Rhythm Queen.
Il continue à se rendre de temps en temps en Jamaïque, et en 1986 il renoue des liens avec Prince Jammy. Avec Steely and Clevie et The Fire House Crew en backing, Andy enregistre My Baby Knows How, Do Your Thing, Come in a This et Must Have to Get It en 1986 et 1987. Andy confirme son statut déjà significatif quand Garnett Silk, vedette montante de l’époque, enregistre une version du hit d’Andy, Skylarking.
De retour à Londres, en 1988, Andy travaille avec le DJ Tonton Irie pour un 45 tours, Bangarang.
En 1990, le groupe de trip hop bristolien Massive Attack contacte Andy et lui envoie le riddim de leur chanson One Love pour laquelle ils cherchent une voix. Andy entame alors une intense collaboration avec le groupe. Il est depuis apparu sur les cinq albums de Massive Attack ; ses contributions incluent notamment des versions de Spying Glass de l’album Dance Hall Style et de See A Man's Face, ainsi qu’une version de Man Next Door des Paragons.
En 1994, Andy enregistre Seek and You Will Find Me avec le producteur londonien Dennis « Mixman » Bedeau ; Un album du même nom sort en 1995. L’album et le single Life is for Living sortent la même année, mixé par le collaborateur occasionnel de Massive Attack, le producteur de Dub, Mad Professor. Un second single, Zion est à noter en 1996, alors qu’un autre set de Mad Professor, Roots and Branches sortit en 1997. (Andy participa aussi au Sunsplash 1996).
En 1998, Andy sort une nouvelle version de I May Never See My Baby, une chanson qu’il a régulièrement revisitée depuis sa jeunesse, sur le label Sarse Perellar. Le label japonais Tachyon sort Horace Andy sings Bob Marley, produit par Bullwackie. En 1997, le label de Massive Attack, Melankolic, sort la compilation Skylarking (à ne pas confondre avec le LP de 1972 du même nom), suivi par le nouvel album d’Andy, Living in the Flood en 1999. À noter : une chanson avec l’artiste reggae-punk Joe Strummer.
En 2001 on peut retrouver Horace sur l'album de Pierpoljak, Tuff Gong Blues enregistré à Tuff Gong Studio, pour un featuring nommé Want no hit. Cet album est sorti en 2007.
En 2002, Horace Andy sort l'album Mek It Bun chez BMG produit sous la direction de Guillaume "Stepper", saxophoniste de Winston McAnuff, Sizzla, Jamaica All Stars et bien d'autres où l'on note notamment des productions de Sly & Robbie ainsi que des sons repris de Night Nurse de Gregory Isaacs.
Horace décide alors de travailler, pour la scène, avec le groupe français The Homegrown Band. Horace Andy & The Homegrown Band participent à plusieurs festivals, en France (Festival des Vieilles Charrues, Nice Jazz Festival, Eurockéennes de Belfort) et en Suisse (Paléo Festival Nyon...).
En 2009, il sort un album avec le groupe anglais Alpha Two Phazed People, disponible sur le site de la maison de disques : Dont Touch Recordings.

## Discographie

### Albums
- 1972 : Skylarking (compilation)
- 1974 : Get Wise (Sunshot)
- 1973 : You are my Angel (Trojan Records)
- 1977 : In the Light (Hungry Town)
- 1977 : In the Light Dub (Hungry Town)
- 1978 : Natty Dread A Weh She Want (New Star)
- 1979 : Pure Ranking (Clocktower)
- 1980 : Showcase (Tad's)
- 1980 : Bim Sherman Meets Horace Andy & U Black (Yard International)
- 1982 : Dance Hall Style (Wackie's)
- 1982 : Exclusively Horace Andy (Solid Groove)
- 1984 : Showcase (Vista Sounds)
- 1984 : Confusion (Music Hawk)
- 1993 : Elementary (Rough Trade)
- 1987 : Haul & Jack Up (Live & Love)
- 1988 : Everyday People (Wackies)
- 1988 : Shame and Scandal
- 1993 : Hits From Studio One And More (Rhino Records Ltd)
- 1993 : Rude Boy (Shanachie)
- 1995 : Seek + You Will Find (Blakamix Int'l)
- 1995 : Seek and You Will Find - The Dub Pieces (Blakamix Int'l)
- 1995 : Life Is for Living (Ariwa)
- 1997 : Roots and Branches (Ariwa)
- 1998 : See and Blind (Heartbeat)
- 1999 : Living in the Flood (Melankolic)
- 2002 : Mek It Bun
- 2004 : From The Roots (feat. Mad Professor) (Ariwa Sounds)
- 2007 : Livin' It Up (feat. Sly & Robbie)
- 2008 : On Tour
- 2009 : Inspiration information (Horace Andy / Ashley Beedle)
- 2010 : Serious Times
- 2013 : Broken Beats
- 2019 : Live It Up
- 2021 : Broken Beats 2
- 2021 : Broken Beats Essence of 1&2
- 2022 : Midnight Rocker

### Apparitions et inédits
- 1974 : Earth Must Be Hell ft Winston Jarrett & Earth Must Be Hell - Dub (Atra)
- 1981 : Unity Showcase ft Errol Scorcher (Pre)
- 1985 : Clash of the Andys ft Dennis Brown (Thunderbolt)
- 1986 : Reggae Super Starts Meet (Striker Lee)
- 1986 : From One Extreme to Another ft John Holt (Beta)
- 1991 : One Love, Five Man Army & Hymn Of The Big Wheel ft Massive Attack (Blue Lines)
- 1994 : Jah Shaka Meets Horace Andy ft Jah Shaka (Jah Shaka Music)
- 1994 : Dub Salute 1 ft Jah Shaka  (Jah Shaka Music)
- 1994 : Spying Glass & Light My Fire (live) ft Massive Attack (Protection)
- 1998 : Angel, Man Next Door & (Exchange) ft Massive Attack (Mezzanine)
- 2000 : Want no hit ft Pierpoljak (Tuff Gong Blues)
- 2003 : Everywhen & Name Taken ft Massive Attack (100th Window)
- 2010 : Girl I Love You & Splitting the Atom ft Massive Attack (Heligoland)